# Твип
Твип (англ. twip) — типографская единица измерения, равная одной двадцатой пункта (point, отсюда и название: Twentieth of a Point).
Твип равен 1/1440 дюйма (точно) или 1/567 сантиметра (приближённо).
Также используется в Visual Basic для определения положения элементов пользовательского интерфейса на экране.
Пример:
Label1.Height = 48 * Screen.TwipsPerPixelY
Label1.Width  = 16 * Screen.TwipsPerPixelX
При выполнении этого кода размеры элемента Label1 станут равны 48 на 16 пикселов.
Соотношение размеров твипа и пиксела изменяется в зависимости от коэффициента масштабирования, и в Visual Basic измеряется при помощи переменной Screen.TwipsPerPixelX и Screen.TwipsPerPixelY для горизонтальных и вертикальных размеров соответственно.
Изменение масштаба увеличивает либо уменьшает число пикселов (точек) на дюйм, а, поскольку количество твипов в дюйме постоянно, пропорционально меняется и число твипов в пикселе. При стандартном 100 % масштабе оно составляет 96 точек на дюйм и 15 твипов в пикселе, при 125 % (т. н. «средний») — 120 точек на дюйм и только 12 твипов в одном пикселе и т. д. Таким образом, увеличение коэффициента масштабирования уменьшает количество твипов в пикселе, разрешение же экрана, вопреки распространённому заблуждению, само по себе никак не влияет на соотношение между твипами и пикселами. Можно установить огромное экранное разрешение 3840*2400, сохранив при этом 15 твипов в пикселе и наоборот, выбрать для разрешения 800*600 масштаб 250 %, уменьшив этим число твипов в одном пикселе до 6.

## Как перевести размер в пикселах в размер в твипах
Необходимо разделить ширину и высоту изображения на разрешение. Затем полученные значения нужно умножить на 1440. Например, мы имеем рисунок размером 100×100 с разрешением 96 точек на дюйм. Тогда его размер в твипах 100/96·1440×100/96·1440, то есть 1500×1500.